# ولش بیکنور
ولش بیکنور (به انگلیسی: Welsh Bicknor) یک روستا و محله مدنی در بریتانیا است که در هرفوردشر واقع شده‌است.